# John Tyndall
John Tyndall, född 2 augusti 1820 i Leighlinbridge i County Carlow, död 4 december 1893 i Hindhead i Surrey, var en irländsk-brittisk fysiker, en av 1800-talets främsta inom sitt område.

## Liv
Tyndall fick 1839 anställning vid triangelmätningarna på Irland. Från 1844 till 1847 arbetade han som järnvägsingenjör i England och en tid som lärare vid ett tekniskt läroverk. Tyndall studerade 1848-52 vid Bunsens och Magnus’ laboratorier (i Marburg och Berlin) samt offentliggjorde på tyska sina rön angående diamagnetismen, kristallers magneto-optiska egenskaper med mera. Han förvärvade filosofie doktorsgraden i Marburg 1850. 
Vid sin återkomst 1853 kallades han till medlem av Royal society och var 1853-88 professor i fysik vid Royal institution. 1856 företog Tyndall jämte Thomas Huxley undersökningar över de schweiziska glaciärerna och fullföljde ensam dessa iakttagelser under de tre följande åren. 1859 började han sina forskningar över det strålande värmet. Tyndall blev 1867 (efter Michael Faraday) direktör för Royal institution samt efter hand hedersdoktor vid universiteten i Cambridge, Edinburgh och Oxford. 1868 blev han ledamot av Vetenskapssocieteten i Uppsala och 1870 av svenska Vetenskapsakademien. 1872 gjorde han med lysande framgång en föreläsningsfärd i Nordamerika och anslog behållningen därav till en stipendiefond för yngre naturvetenskapliga forskare.

## Verk
Tyndall utförde undersökningar inom de flesta delar av fysiken, särskilt värmeläran; han har dock vunnit sin största berömmelse som den främste mästaren i populär framställningskonst; sina utomordentligt vackra experiment utförde han ofta med de enklaste hjälpmedel. Genom sitt klassiska arbete Heat, a mode of motion (1863; svensk översättning 1879) bidrog han mäktigt att genomföra den moderna uppfattningen om energiens oförstörbarhet. Han observerade Tyndalleffekten i laboratoriet och lade sambandet med himmelens blå färg. Mot den teologiska naturuppfattningen hävdade han kraftigt den vetenskapliga. Bland Tyndalls arbeten märkas för övrigt On the Transmission of Heat (1859), The glaciers of the alps (1860), Mountaineering (1861), Sound (1867), Faraday as a discoverer (1868), Lectures on electricity (1870), Notes on light (1871), The forms of water in clouds and rivers, ice and glaciers (1872; "Vattnet i form af moln och floder, is och glacierer", 1874), Fragments of science (10:e uppl. 1899) och Essays on the floating matter in the air in relation to putrefaction and infection (1881). I sistnämnda arbete vederlägger han genom försök läran om självalstring (generatio æquivoca). Vätskor, som genom upphettning steriliserats, råka ej i jäsning eller förruttnelse, om man förhindrar, att mikrober falla ned i dem ur luften. Tyndall framhöll också betydelsen av värmets absorption uti vattenångan (och andra värmeabsorberande gaser) i luften, i det att därigenom den häftiga värmeutstrålningen till rymden nedsättes, varigenom mildheten hos det insulära klimatet får sin förklaring. De flesta av Tyndalls sammanfattande arbeten är översatta till ett flertal språk.